# Jean-Michel Bazire
Pour les personnes ayant le même patronyme, voir Bazire.

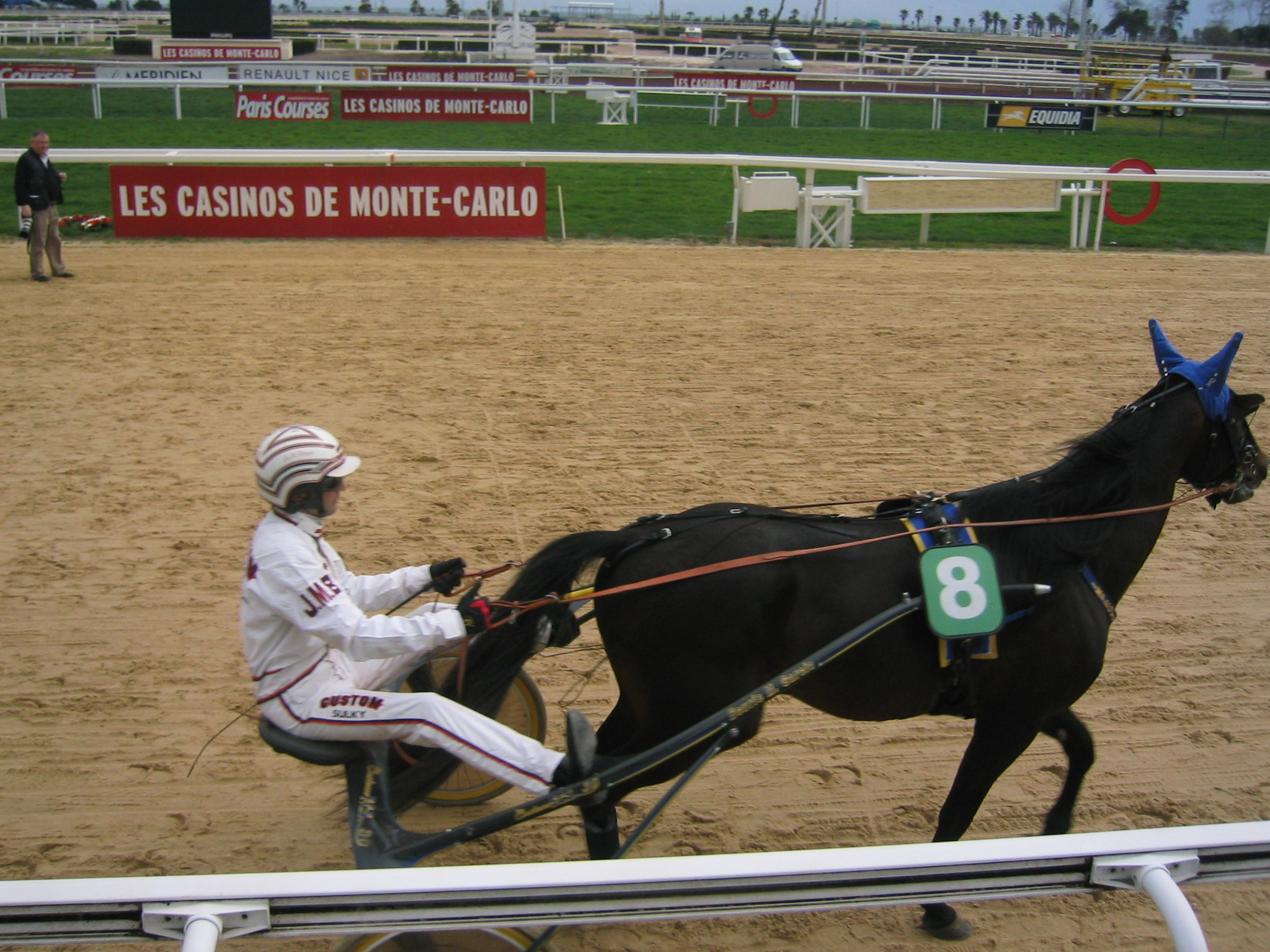
« JMB » au sulky d'Improve As en 2008 à Cagnes-sur-Mer.

Jean-Michel Bazire, né au Mans le 16 avril 1971, est une personnalité du monde des courses hippiques. Il est entraîneur, éleveur, propriétaire, driver de trot attelé et jockey au trot monté. 

## Carrière
Comme beaucoup de professionnels des courses hippiques, il est issu d'une famille passionnée par les chevaux de course. Son père Michel, désormais décédé, et son oncle Christian sont eux-mêmes entraîneurs. Jean-Michel Bazire débute à 9 ans au sulky. Il part ensuite étudier à l'école de lad-jockey de Graignes puis dans la famille Dreux (où il côtoie notamment André Dreux et Yves Dreux). Il remporte sa première course le 24 août 1987 avec Quelasio, sur l'hippodrome de Vincennes. Il faut cependant attendre le 10 avril 1990 pour le voir passer professionnel, à la suite d'une victoire avec Ulysse du Vicomte, un cheval de son oncle. Il apprend patiemment le métier et reste dans l'ombre des grands drivers de l'époque comme Jos Verbeeck. En 1997, il termine premier au classement du combiné (driver de trot attelé et jockey de trot monté). C'est le début de la gloire pour celui que les turfistes surnomment « JMB ». Il accumule les victoires et les distinctions. Ainsi, de 2000 à 2018, aucun Sulky d'or ne lui a échappé, tandis qu'il s'adjuge en 2006 le record de victoires en une année, avec 345 succès.
Parmi ses victoires les plus prestigieuses, il y a notamment cinq Prix d’Amérique, en 1999 avec Moni Maker, en 2004 avec Kesaco Phedo, en 2015 avec Up and Quick, en 2019 avec Bélina Josselyn et en 2023 avec Hooker Berry. Il se fait également remarquer dans ce Grand Prix d'Amérique 2019 en plaçant ses 3 chevaux parmi les 4 premiers. Il est aussi par ailleurs entraîneur en 2004 et 2019. Il ne remportera jamais le Prix de Cornulier puisque distancé de la première place après enquête avec Iouky du Pré en 2002, il a définitivement arrêté de monter en compétition. Le 2 février 2004, il rentre dans le livre des records en devenant le plus jeune driver à dépasser les deux mille victoires en France. Le 19 mai 2007, il remporte sa 3 000e victoire, associé à Qualicia Lotoise entraînée par son grand ami Jean-Michel Beaudouin, sur l'hippodrome de Jullouville-les-Pins (département de la Manche) qui a pour particularité d'être dessiné une fois par an sur la plage à marée basse. Le 27 mai 2010, il remporte sa 4 000e victoire sur l'hippodrome de Pontchateau, en Loire-Atlantique, ce qui fait mille victoires tous les trois ans depuis 2004. Il dépasse les 5 000 victoires en avril 2014 sur l'hippodrome du Mans, sur ses terres d'origine. En juillet 2018, il atteint 6 000 victoires.
En 2007, il s'adjuge l'Elitloppet, la plus grande course de trot suédoise, avec L'Amiral Mauzun. Poursuivant son périple dans le nord de l'Europe, il remporte la Copenhague Cup avec Kool du Caux à la mi-juin. De retour en France, il gagne à nouveau le Prix René Ballière, toujours associé à Kool du Caux. Après différentes victoires au début de l'été, il se distingue une nouvelle fois en Suède, en s'adjugeant l'Hugo Åbergs Memorial, avec Oiseau de Feux. En septembre, il remporte avec Ozio Royal l'une des rares courses qui manquait jusque-là à son palmarès, le Critérium des 5 ans.
Le 15 juillet 2012, il est victime d'un accident vasculaire cérébral durant une course à Enghien au sulky de Quoumba de Guez, la jument de la famille .. Il reprend la compétition à Meslay-du-Maine le 20 octobre 2012. Il reste Sulky d'or en 2012 malgré trois mois d’interruption, et remporte l'édition 2013. Le 1er janvier 2014, il est de nouveau victime d'un malaise dans les écuries de l'hippodrome de Vincennes alors qu'il allait driver Abydos du Vivier.
En 2019, il annonce vouloir driver moins souvent en course et se consacrer davantage à sa carrière d'entraîneur, lui qui est tête de liste plusieurs années consécutives, autant par le nombre de victoires que par les gains. Cette prise de recul lui vaut d'être, pour la première fois depuis vingt ans, devancé au classement du Sulky d'or, où il termine quatrième. Mais ne l'empêche pas de franchir la barre des 6 000 victoires en novembre 2021. En 2022, son fils Nicolas remporte à 21 ans le Prix d'Amérique associé à son pensionnaire Davidson du Pont. En 2023, il remporte de nouveau le prix d’Amérique à Vincennes.
En 2024, pour la première fois depuis 26 ans, il n'est pas présent au départ du prix d'Amérique en tant que driver, son seul représentant au départ, Hooker Berry, étant laissé aux mains de son fils Nicolas. Il déclare quelques jours avant la course « Je ne vais pas lui enlever au dernier moment ». 

## Principales victoires
Comme entraîneur et/ou driver ou jockey

### Attelé

#### Groupe I
France
- Prix d'Amérique – 5 – Moni Maker (1999), Kesaco Phedo (2004), Up and Quick (2015), Bélina Josselyn (2019), Hooker Berry (2023).
- Prix de France – 4 –  Moni Maker (1999), Exploit Caf (2008), Bélina Josselyn (2018), Davidson du Pont (2020)
- Prix de Paris – 8 – Jardy (2005, 2006, 2007), Up and Quick (2014, 2015), Bélina Josselyn (2019, 2020), Joumba de Guez (2025)
- Critérium des 3 ans – 4 – Himo Josselin (1998), Orlando Vici (2005), Quaro (2007), Idylle Speed (2021)
- Prix Bold Eagle - Sulky World Cup 5 Ans – 2 – Aetos Kronos (2021), Jushua Tree (2024)
- Critérium des 4 ans – 5 – Jasmin de Flore (2001), Korean (2002), Orlando Vici (2006), Quaro (2008), Enino du Pommereux (2018)
- Critérium des 5 ans – 3 – Ozio Royal (2007), Ave Avis (2015), Davidson du Pont (2018)
- Critérium continental – 4 – Fripon Rose (1997), Korean (2002), Rolling d'Héripré (2009), Jushua Tree (2023)
- Prix de Sélection – 5 –  Jasmin de Flore (2001), Meaulnes du Corta (2004), Nice Love (2005), Rolling d'Héripré (2009), Davidson du Pont (2018)
- Grand Critérium de Vitesse de la Côte d'Azur – 4 – Gigant Néo (2003), Kesaco Phedo (2004), Kazire de Guez (2006), Kesaco Phedo (2007)
- Prix René Ballière – 4 – Jardy (2006), Kool du Caux (2007), Exploit Caf (2008), Première Steed (2009)
- Prix Ténor de Baune – 3 – Up and Quick (2014), Bélina Josselyn (2016), Looking Superb (2018)
- Prix de l'Atlantique – 2 – Exploit Caf (2008), Looking Superb (2019)
- Critérium des Jeunes – 2 – Coquin Bébé (2015), Havana d'Aurcy (2020)
- Prix de l'Étoile – 2 – Davidson du Pont (2018), Ganay de Banville (2021)
- Prix Albert Viel – 1 – Himo Josselyn (1998)

 Autriche
- Racino Grand Prix – 1 – L'Amiral Mauzun (2006)

 Italie
- Grand Prix de la Loterie – 3 – Exploit Caf (2007), Gambling Bi (2007), Bel Avis (2019)
- Grand Prix des Nations – 2 – Oiseau de Feux (2007), Olga du Biwetz (2010)
- Grand Prix d'Europe – 1 – Igor Font (2008)
- Premio Encat – 1 – Igor Font (2009)
- Grand Prix Continental – 1 – Igor Font (2008)
- Grand Prix Tino Triossi – 1 – Igor Font (2008)

 Suisse
- Prix du Président - 2 - Aubrion du Gers (2018), Feydeau Seven (2021)
- Prix des Elites - 1 - Uza Josselyn (2015)

 Finlande
- Finlandia Ajo – 4  – Kart de Baudrairie (2005), Oiseau de Feux (2008), Igor Font (2009), Commander Crowe (2011)
- Kymi Grand Prix – 3 – Kart de Baudrairie (2004), L'Amiral Mauzun (2008), Aubrion du Gers (2018)
- Prix Saint–Michel – 1 – Première Steed (2009)

 Espagne
- Grand Prix des Baléares – 1 – Beau Gamin (2018)

 Suède
- Elitloppet – 2 – L'Amiral Mauzun (2007), Exploit Caf (2008)
- Hugo Åbergs Memorial – 2 – Oiseau de Feux (2007), L'Amiral Mauzun (2008)
- Coupe du roi Gustave V – 1 – Wishing Stone (2011)
- Montéeliten – 1 – Dreambreaker (2021)

 Danemark
- Copenhague Cup – 1 – Kool du Caux (2007)
- Summer Stayer – 1 – Blé du Gers (2020)

 Norvège
- Forus Open – 1 – L'Amiral Mauzun (2008)

 Belgique
- Grand Prix de Wallonie – 3 – Kazire de Guez (2005, 2010), Aubrion du Gers (2018)
- Grand Prix de la Toussaint – 2 – Olga du Biwetz (2010), Aubrion du Gers (2018)
- Grand Prix Victoria Park – 2 – Feydeau Seven (2021, 2022)

 Pays-Bas
- Prix des Géants – 2 – L'Amiral Mauzun (2006), Blé du Gers (2019)
- Grote Prijs Stad Waregem – 1 – Rebella Matters (2021)

 Union européenne
- Championnat européen des 3 ans – 1 – Coquin Bébé (2015)
- Championnat européen des 5 ans – 2 – Ilaria Jet (2009), Héraut d'Armes (2022)
- Grand Prix de l'UET – 1 – Himo Josselyn (1999)
- UET Trotting Masters – 1 – Aubrion du Gers (2017)
- Grand Circuit Européen – 2 – (2007,2008)

#### Groupe II
France
- Finale du Grand National du trot – 10 – Général du Lupin (2002, 2003), Kazire de Guez (2004), Roi Vert (2012), Aubrion du Gers (2016), Bel Avis (2017), Blé du Gers (2018), Cleangame (2019, 2021), Élie de Beaufour (2020)
- Grand Prix du Conseil municipal de Vichy – 8 – Radjah de l'Abbaye (2012), United Back (2015), Aubrion du Gers (2017, 2018), Cleangame (2019, 2020), Rebella Matters (2021), Elie de Beaufour (2022)
- Grand Prix du Sud–Ouest – 8 – Gigant Neo (2003), Général du Lupin (2004), Jardy (2006), Igor Font (2009), Aubrion du Gers (2017, 2018), Cleangame (2019, 2021)
- Prix d'Été – 7 – Jeanbat du Vivier (2003), Kazire de Guez (2005), Bélina Josselyn (2016), Aubrion du Gers (2017, 2018), Cleangame (2020, 2021)
- Prix Jean–Luc Lagardère – 7 – Jardy (2006), Quoumba de Guez (2012), Aubrion du Gers (2017, 2018), Valokaja Hindo (2019), Cleangame (2020), Dorgos de Guez (2021)
- Prix de Washington – 6 – Général du Lupin (2003), Felix del Nord (2008), Première Steed (2009), Commander Crowe (2011), Un Mec d'Héripré (2016), Bel Avis (2019)
- Prix de Bourgogne – 5 – Moni Maker (1999), Kesaco Phedo (2004, 2007), Kazire de Guez (2006), Olga du Biwetz (2010)
- Prix Abel Bassigny – 5 – Jasmin de Flore (2000), Orlando Vici (2005), Prince d'Espace (2006), Quaro (2007), Very Look (2012)
- Prix des Ducs de Normandie – 6 – Général du Lupin (2003), Kazire de Guez (2006), Roi du Lupin (2014, 2015), Aubrion du Gers (2018, 2019)
- Prix Doynel de Saint–Quentin – 5 – Fiesta d'Anjou (1998), Le Cannibale (2011), Tchao de Loiron (2012), Cash Gamble (2016), Dark Night Love (2018)
- Prix Jockey – 5 – Gai d'Hautmonière (1999), Ozio Royal (2007), Première Steed (2008), Un Mec d'Héripré (2013), Hooker Berry (2022)
- Prix Louis Jariel – 5 – Gai d'Hautmonière (1999), Première Steed (2008), Quinoa du Gers (2009), Ave Avis (2015), Ganay de Banville (2021)
- Prix Ovide Moulinet – 5 – Fripon Rose (1998), Tchao de Loiron (2012), Bélina Josselyn (2016), Davidson du Pont (2018), Hooker Berry (2022)
- Prix Ariste–Hémard – 4 – Ouragane (2006), Première Steed (2007), Bélina Josselyn (2015), Cédéa Josselyn (2016)
- Prix Chambon P – 4 – Général du Lupin (2004), Kazire de Guez (2005), Bélina Josselyn (2017, 2018)
- Prix Jacques de Vaulogé – 4 – Himo Josselyn (1996), Jasmin de Flore (2000), Meaulnes du Corta (2003), Prince d'Espace (2006)
- Prix Paul Karle – 4 – Himo Josselyn (1998), Mon Bellouet (2003), Prince d'Espace (2006), Tonnerre du Gers (2010)
- Prix de Tonnac–Villeneuve – 4 – Ludo de Castelle (2003), Meaulnes du Corta (2004), Orlando Vici (2006), Prince d'Espace (2007)
- Prix Gaston de Wazières – 4 – Ivory Pearl (2000), Rhea Pride (2009), Varade d'Hermine (2013), Freyja du Pont (2019)
- Prix Une de Mai – 4 – Miska des Rondes (2003), Nina Madrik (2004), Sirène Boréale (2008), Havana d'Aurcy (2019)
- Prix de Belgique – 4 – Kazire de Guez (2005), Bélina Josselyn (2020), Davidson du Pont (2021), Feydeau Seven (2022)
- Prix de Buenos–Aires – 4 – Jeanbat du Vivier (2003), Radjah de l'Abbaye (2013), Cleangame (2018, 2019)
- Prix Roquépine – 4 – Gipsa d'Urzy (1997), Miska des Rondes (2003), Ciperla Mag (2015), Havana d'Aurcy (2020)
- Prix Ozo – 4 – Floda Josselyn (1996), Lara du Goutier (2002), Qualie d'Any (2007), Havana d'Aurcy (2020)
- Prix Pierre Plazen – 4 – Himo Josselyn (1998), Orlando Vici (2005), Prince d'Espace (2006), Hooker Berry (2020)
- Grand Prix du Département des Alpes–Maritimes – 3 – Général du Lupin (2004), L'Amiral Mauzun (2008), Quilien d'Isques (2010)
- Prix de Croix – 3 – Rolling d'Héripré (2010), Bélina Josselyn (2016), Davidson du Pont (2018)
- Prix Éphrem Houel – 3 – Mambo King (2004), Niky (2005), Orlando Vici (2006)
- Prix Gaston Brunet – 3 – Jasmin de Flore (2001), Meaulnes du Corta (2004), Quaro (2008)
- Prix Guy Deloison – 3 – Floda Josselyn (1996), Hina Josselyn (1998), Une de Bertrange (2011)
- Prix Maurice de Gheest – 3 – Mon Bellouet (2003), Niky (2004), Prince d'Espace (2006)
- Prix Paul Viel – 3 – Himo Josselyn (1998), Mon Bellouet (2003), Prince d'Espace (2006)
- Prix Uranie – 3 – Floda Josselyn (1996), Miss Wood (2003), Une de Bertrange (2011)
- Prix Victor Régis – 3 – Mon Bellouet (2003), Orlando Vici (2005), Prince d'Espace (2006)
- Prix Jules Thibault – 3 – Jordan du Bézirais (2001), Orlando Vici (2005), Enino du Pommereux (2018)
- Prix Paul Leguerney – 3 – Écho (1996), Varade d'Hermine (2013), Freyja du Pont (2019)
- Critérium de vitesse de Basse–Normandie – 3 – Ivory Pearl (2001), Un Mec d'Héripré (2016), Aubrion du Gers (2019)
- Prix de Bretagne – 3 – Fiesta d'Anjou (1999), Davidson du Pont (2018, 2019)
- Prix Gélinotte – 3 – Gipsa d'Urzy (1997), Nina Madrik (2004), Havana d'Aurcy (2020)
- Prix Kerjacques – 3 – Aubrion du Gers (2017), Cleangame (2019), Davidson du Pont (2021)
- Prix Albert Demarcq – 3 – Gai d'Hautmonière (1999), Première Steed (2008), Hooker Berry (2022)
- Prix Robert Auvray – 3 – Tchao de Loiron (2012), Bélina Josselyn (2016), Hooker Berry (2022)
- Prix de la Côte d'Azur – 2 – L'Amiral Mauzun (2005), Marathon Man (2007)
- Prix de l'Union Européenne – 2 – Général du Lupin (2004), Kazire de Guez (2007)
- Prix du Bois de Vincennes – 2 – Général du Lupin (2003), Kart de Baudrairie (2005)
- Prix du Bourbonnais – 2 – Fiesta d'Anjou (1999, 2000)
- Prix du Luxembourg – 2 – Exploit Caf (2007), Ismos FP (2010)
- Prix Masina – 2 – Qualie d'Any (2007), Ciperla Mag (2015)
- Prix Octave Douesnel – 2 – Froda Josselyn (1997), Natif de l'Hommée (2005)
- Prix Reine du Corta – 2 – Hextasia Volo (1998), Qualie d'Any (2007)
- Prix du Plateau de Gravelle – 1 – Fiesta d'Anjou (1999)
- Prix Henri Levesque – 1 – Jézabelle des Bois (2002)
- Prix Emmanuel Margouty – 1 – Niky (2003)
- Prix de la Marne – 1 – Lord de la Noë (2009)
- Prix Phaeton – 1 – Royal Lover (2009)
- Prix Marcel Laurent – 1 – Ave Avis (2015)
- Prix Bold Eagle – 1 – Aetos Kronos (2021)
- Prix de la Communauté de communes de la Thiérache du Centre – 1 – Davidson du Pont (2021)
- Prix Charles Tiercelin – 1 – Dusktodawn Boogie (2022)
- Prix Guy Le Gonidec – 1 – Idylle Speed (2022)

### Monté

#### Groupe I
France
- Prix de Normandie – 5 –  First de Retz (1998), Iouky du Pré (2001), Jirella (2002), Kesaco Phedo (2003), Nomade du Digeon (2006)
- Prix du Président de la République – 1 – Jasper des Charmes (2023)
- Prix Jag de Bellouet – 1 – Joumba de Guez (2023)
- Prix des Élites – 2 – Iouky du Pré (2001), Jirella (2002)
- Prix des Centaures – 1 – Quokine Berry (2008)
- Prix de l'Île–de–France – 1 – Étoile des Blaves (1999)
- Saint–Léger des Trotteurs – 1 – Eifflel Tower (2017)
- Prix de Vincennes – 1 – Éveil du Châtelet (2017)

#### Groupe II
France
- Prix du Calvados – 2 – Pinson (2011, 2013)
- Prix Émile Riotteau – 2 – Dira (1995), Halifax du Comtal (1999)
- Prix de Pardieu – 2 – Écu de Sucé (1996), Island Dream (2000)
- Prix Paul Buquet – 2 – Criks Hurricane (2003), Kart de Baudrairie (2004)
- Prix Jacques Andrieu – 2 – Idalo (2003), Chalimar de Guez (2022)
- Prix Camille Lepecq – 1 – Fulton (2022)
- Prix Théophile Lallouet – 1 – Idalo (2003)
- Prix Jules Lemonnier – 1 – Jirella (2002)
- Prix Camille Blaisot – 1 – Dira (1996)
- Prix Victor Cavey – 1 – Jirella (2002)
- Prix Louis Le Bourg – 1 – Jasmin de Flore (2001)
- Prix de Londres – 1 – Idylle d'Esneval (2002)
- Prix Pierre Gamare – 1 – Mich Phili (2003)
- Prix du Pontavice de Heussey – 1 – David Ceda (1998)
- Prix Legoux–Longpré – 1 – Cumina (1994)

## Distinctions
- 20 fois sulky d'or (1998, 2000-2018)
- En 2001, il réussit le « coup du barillet » (six victoires le même jour), un exploit unique en France[11].

## Controverse sur l'usage de la cravache
Durant le Prix d'Amérique 2022, plusieurs officiels suédois critiquent l'usage de la cravache sur les trotteurs, entre autres par Nicolas Bazire. En réaction, Jean-Michel Bazire déclare dans Paris-Turf : « Je ne présenterai plus un de mes chevaux sur le sol suédois. C'est fini. Ils iront courir en Finlande, Norvège ou au Danemark mais plus en Suède »,.